# Reou-Takh
Pour plus de détails, voir Fiche technique et Distribution.
Reou-Takh (La Ville en dur, Big City), nom donné à Dakar par les Sénégalais de la campagne, est un film réalisé par Mahama Johnson Traoré, sorti en 1972.
Le film suit un jeune Noir américain qui débarque à Dakar, à la recherche d’un continent africain fantasmé. Il est surpris de trouver un pays occidentalisé et dépersonnalisé.

## Synopsis
Un avion d'Air Afrique se pose à l'aéroport de Dakar. En sort notamment John, un Afro-Américain. Il est interviewé : « Vous pensez trouver au Sénégal ce que vous cherchez en Afrique ? ». Il répond positivement, puis quitte l'aéroport en 4L avec une autre personne. Le générique se déroule sur un panoramique de Dakar puis vient un commentaire neutre sur des vues de la ville, qui évoque les « heures heureuses » du Dakar d'autrefois, « des gamelles et de la chevalerie » - le Sénégal « d'hommes libres, nobles et courageux ». Mais aujourd'hui, les foules anonymes n'ont plus le temps de fraterniser ou d'humaniser. John, selon le commentaire, ne se trompe pas sur les « objets de pacotille bons pour touristes », ni sur les spectacles folkloriques : c'est l'authenticité qu'il est venu chercher en Afrique. Il retrouve les mêmes blues que chez lui. « Quand ces airs seront-ils "afro-africains" ? »
Illustré par les images, le commentaire évoque la misère, la faim, la maladie dans les ghettos, les bidonvilles que découvre John sur un air de blues. Est-ce inéluctable ? Les jeunes deviennent des chômeurs. Les mendiants sont nombreux. À la vue des mosquées, John constate que malgré tout, « l'homme continue ici à vouer à son créateur une vénération profonde proche du mysticisme. Ce fanatisme allié au fatalisme permet de supporter la souffrance. »
John s'embarque pour Gorée d'où partirent pour le nouveau monde « des millions d'esclaves ». Il rencontre un homme qui accepte de l'informer : « c'est sur la plage que négriers blancs et rois nègres se rencontraient » pour le troc. Le mot choque John, et le propos est appuyé par une reconstitution historique en bord de mer. Il poursuit son exploration sur un air de kora, accompagné par des enfants, et se rend à la maison des esclaves que lui présente un guide. Une nouvelle reconstitution d'époque montre le rude traitement des esclaves enchaînés. Un esclavagiste viole une jeune femme. Un groupe se révolte mais est vite maté.
John poursuit sa route tandis que le commentaire indique que Gorée est aussi l'île natale de Blaise Diagne qui demanda l'autodétermination. John réunit de jeunes Dakarois et leur demande dans son français balbutiant ce qu'ils font : une étudiante et un instituteur-poète. Ils évoquent l'inégalité des classes sociales dont la responsabilité revient aux autorités politiques qui reproduisent la société coloniale : pour l'instituteur « le pouvoir politique favorise le maintien des cultures étrangères » et pour l'étudiante « c'est l'esprit des gens qu'il faut changer » car ils n'aiment que ce qui vient de l'Occident et en épousent les modes, même afro-américaines. « S'il y a des aliénés, c'est au niveau d'une jeunesse prétendument élite », ajoute l'instituteur. « C'est tout un système qu'il faut changer », conclut l'étudiante. C'est la liberté qu'il faut préserver, surenchérit le commentateur sur un panoramique final sur la ville, car « la vraie finalité de l'homme n'est-elle pas l'homme lui-même ? ».

## Fiche technique
Orthographe et contenus selon générique - à noter que le titre y est orthographié sans trait d'union alors qu'on le retrouve dans toute la littérature parlant du film :
- Réalisation : Mahama Traoré
- 1972, Sénégal, 44’25, 16 mm, couleurs, français
- Image : Baidy Sow, assisté de Papa Taphsir Thiam
- Son : Jules Diagne
- Montage : Bernard Lefèvre
- Assistants : Cheikh Ngaïdo Ba, Lamine Diallo, Nioukhoussa Traoré, Abdoulaye Doumbia, Cheik Dieng Matar
- Participant au scénario : Pathé Diagne
- Commentaire de Yves Diagne dit par Emmanuel Gomes
- Directeur de production : Ousmane N'Diaye
- Production : Sunu Films Production, Dakar

## Distribution
- Alain Christian Plennet : John
- N'Dack Gueye
- Medoune Faye
- Khady Fall
- Diobaye Dodo Diop

## Analyse
Reou-Takh se traduit en wolof par ville-bâtiments ou ville de bâtiments. Il s'agit d'une autoproduction avec des acteurs non-professionnels. Son accent incisif et critique vaut au film d’être interdit à sa sortie au Sénégal en 1972, si bien qu'il ne fut projeté que dans le cadre universitaire ou des festivals, notamment à la Cinémathèque québécoise en 1973 ou dans le cadre d'une rétrospective Senegal: Fifteen Years of an African Cinema, 1962-1977 au Musée d'art moderne de New York les 26 et 27 février 1978. L'occidentalisation des élites et la misère des bas-quartiers sont vus comme des conséquences directes du commerce triangulaire évoqué à Gorée mais aussi du suivisme des responsables politiques. Mahama Johnson Traoré marque son désaccord dans un débat lorsqu'un autre cinéaste suggère que face au risque d'interdiction dans le pays, il faut faire un film avec une vision internationale. Pour lui, la priorité est le public sénégalais. Si le film a été « largement diffusé à l'extérieur, c'est à son corps défendant ». L’État a « fait un très beau cadeau à Johnson Traoré : un film tout à fait ordinaire est maintenant demandé partout. On veut naturellement voir le premier film sénégalais totalement interdit dans son pays ».
Le film est interdit jusqu'à ce que des corrections soient apportées dans le sens voulu par les pouvoirs publics. Car ce qui a déplu aux autorités, c'est que le héros ne semble avoir vu que les quartiers marginaux à Dakar et qu'il n'a contact qu'avec des opposants au régime. Cependant, ajoute Paulin Soumanou Vieyra, « tout ce qu'ils disent est vrai ».
« Mon héros trouve que les notions d' "authenticité" et tutti quanti ne sont élaborées que pour la galerie, qu'elles n'ont pas de rapport direct avec la vraie culture négro-africaine », indique Mahama Johnson Traoré à Guy Hennebelle. Il ajoute que c'est à partir de ce film qu'il a commencé à remettre en question la notion de "cinéma d'auteur" : « j'ai compris qu'il nous fallait dégager non seulement un nouveau langage mais une nouvelle éthique du cinéma ». Sur le fait que dans le film des Africains se font les complices des négriers blancs, il répond : « les "élites" sont souvent les complices de la domination étrangère qu'elles aident dans son entreprise de dépersonnalisation ».
Le film mêle habilement documentaire, fiction et cinéma direct tandis que la musique jazz, rumba ou blues donne une unité aux différents tableaux du film, et que la caméra dynamique et le rythme du montage soutiennent le propos. Paulin Soumanou Vieyra trouve cependant que le film « est trop superficiel dans son approche des problèmes sénégalais » et que « la qualité technique ne s'y trouve pas non plus, alors qu'elle est particulièrement requise dans une œuvre qui veut présenter une thèse contradictoire ».
Mahama Johnson Traoré invite Moussa Touré à venir sur le plateau de tournage « pour voir comment ça se passe ». Il sera ensuite de film en film de Traoré assistant à l'éclairage puis éclairagiste puis chef éclairagiste.